# José Hurtado (Fußballspieler, 1995)
José Hurtado, vollständiger Name José Mario Hurtado Cuero, (* 20. Januar 1995 in Tumaco, Kolumbien) ist ein kolumbianischer Fußballspieler.

## Karriere
Der 1,85 Meter große Defensivakteur Hurtado wechselte Ende Februar 2016 auf Leihbasis von Nacional Montevideo zum Club Atlético Torque. In der Spielzeit 2015/16 bestritt er dort zehn Spiele in der Segunda División. Einen Treffer erzielte er dabei nicht. In der Saison 2016 kam er in vier Partien (kein Tor) der zweithöchsten uruguayischen Spielklasse zum Einsatz.